# Алтус (футбольный клуб)
«А́лтус» (порт. Associação Atlética de Altos) — бразильский футбольный клуб из одноимённого города штата Пиауи. В 2021 году команда дебютировала в Серии C чемпионата Бразилии.

## История
«Алтус» основан 19 июля 2013 года, а статус профессионального клуба получил через два года, сразу же заявившись во второй дивизион чемпионата штата Пиауи. Команда с первой попытки выиграла второй дивизион и в 2016 году дебютировала в первом дивизионе штата. Команда дошла до финала и в двух матчах обыграла самый титулованный клуб штата «Ривер» из Терезины (0:1, 3:1; 3:2 по сумме двух матчей). Однако после второй игры оказалось, что «Алтус» использовал незарегистрированного игрока, результаты команды были аннулированы, а чемпионом был провозглашён «Ривер».
9 февраля 2017 года «Алтус» дебютировал в Кубке Бразилии, обыграв опутную команду АБС из Натала со счётом 2:0. В следующем раунде представители штата Пиауи лишь в серии пенальти уступили бывшему обладателю трофея «Крисиуме». В Лиге Пиауиэнсе 2017 «Алтус» со второй попытки доказал, что являлся на тот момент сильнейшим клубом штата. В финале турнира в двух матчах «зелёные» оказались сильнее «Парнаибы» (3:0, 2:2).
В 2018 году команда дебютировала в бразильской Серии D, а также защитила титул чемпиона штата. По итогам сезона 2020 «Алтус» пробился в Серию C. Это случилось после победы в 1/4 финала над «Марсилио Диасом». В первой игре команды сыграли вничью 1:1, а в ответном матче дома «Алтус» разгромил соперника 5:1.

## Достижения
- Чемпион Лиги Пиауиэнсе (3): 2017, 2018, 2021